# Institut Teknologi Bandung
Institut Teknologi Bandung är ett universitet i Indonesien. Det ligger i provinsen Jawa Barat, i den västra delen av landet, 110 km sydost om huvudstaden Jakarta.